# Поллини, Чезаре
Чезаре Поллини (итал. Cesare Pollini; 13 июля 1858 — 26 января 1912) — итальянский пианист, композитор и музыкальный педагог.
Учился в Милане у Антонио Бадзини; ранние композиции Поллини заслужили сочувственный отзыв одного из ведущих итальянских музыкальных критиков Филиппо Филиппи. В 1882 г. стал первым руководителем созданной в Падуе музыкальной школы и, с перерывом в 1884—1889 гг., руководил ею до самой смерти (ныне это Падуанская консерватория, носящая имя Поллини), личная библиотека Поллини легла в основу консерваторской библиотеки. Среди учеников Поллини был, в частности, Ренцо Лоренцони. Гастролировал в Германии и Франции. Составил немецко-итальянский словарь музыкальной терминологии (итал. Terminologia musicale tedesco-italiana; Флоренция, 1894).